# Zastava M70 (pistola)
La Zastava M70, anteriormente conocida como CZ M70 (Crvena Zastava Modelo 1970), es producida por Zastava Arms para la policía yugoslava y oficiales del ejército. Está basada en la Zastava M57, pero en escala reducida para aceptar el cartucho más pequeño y menos potente 7,65 x 17 Browning o el 9 x 17 Corto.

## Detalles del diseño
Es una pistola accionada por retroceso y su mecanismo puede ser fácilmente retirado durante el desarme. El gatillo es de acción simple. Debido a su diseño basado en la Tokarev TT-33, el conjunto del martillo es desmontable en una sola pieza. La palanca del seguro manual está ubicada en el lado izquierdo del armazón, sobre la cacha de la empuñadura; puesta hacia adelante es la posición de "fuego", hacia atrás es "seguro". Las miras son fijas.

## Usuarios
Estas pistolas fueron utilizadas por muchos años por la policía y el ejército yugoslavo. Actualmente son vendidas en todo el mundo como armamento militar sobrante y son populares entre los civiles en Serbia (conocidas allí como "Pčelica" , pequeña abeja), así como armas de reserva en la policía.